# مسجد هونكيار

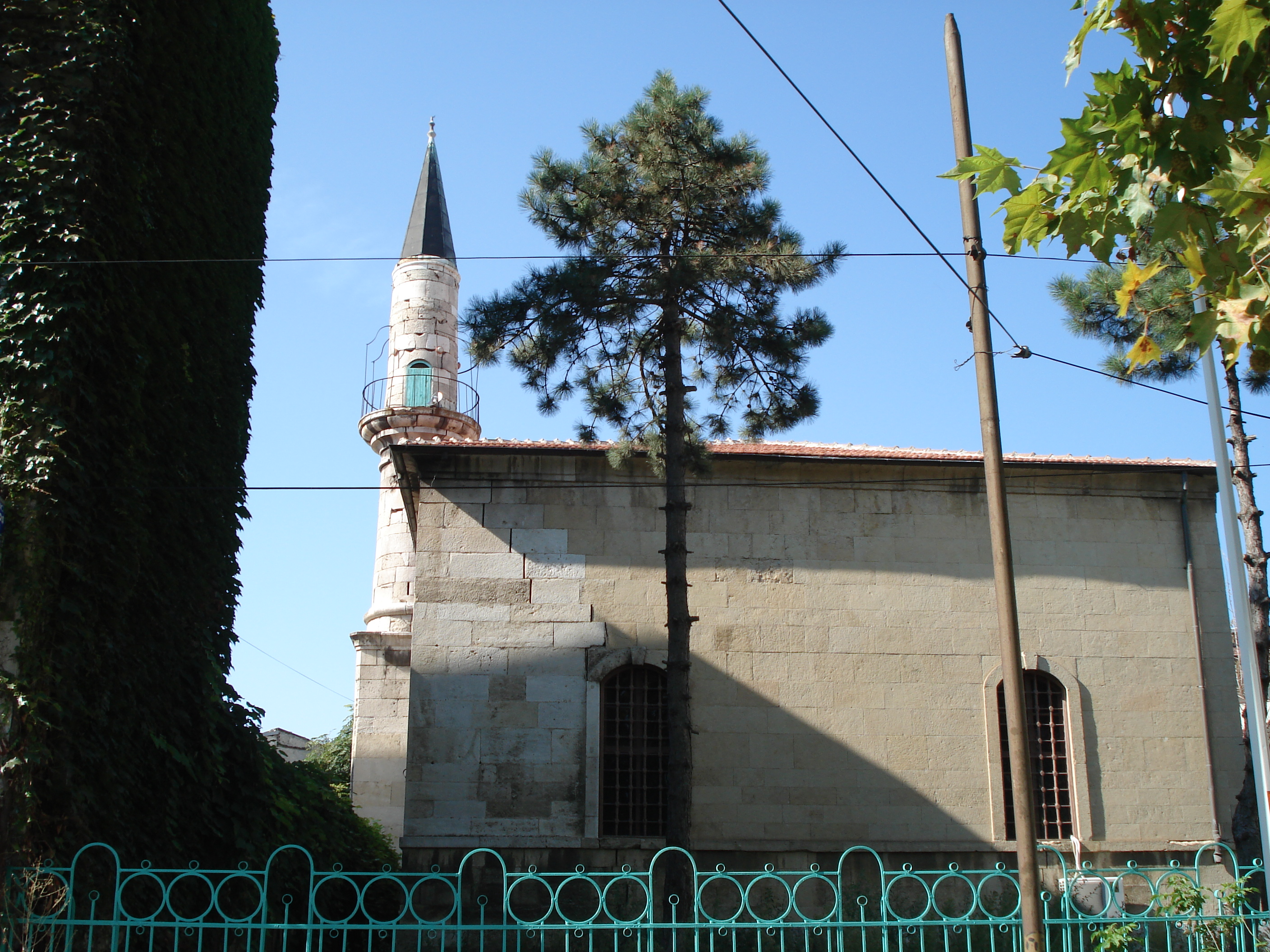

مسجد هونكيار يقع المسجد في مدينة كونستانتسا في رومانيا والذي بني بأمر من السلطان العثماني عبد العزيز الأول عام 1867-1868 ويبلغ أرتفاع مأذنته 24 متراً.

## وصلات خارجية
- صورة للمسجد بالنسبة للمدينة